# Sirmaur (distrikt)
Sirmaur er et distrikt i den indiske delstat Himachal Pradesh. Distriktets hovedstad er Nahan. 

## Demografi
Ved folketællingen i 2011 var der 530,164 indbyggere i distriktet, mod 458,593 i 2001. Den urbane befolkningen udgør 10,80 % af befolkningen.
Børn i alderen 0 til 6 år udgjorde 12,82 % i 2011 mod 14,92 % i 2001. Antallet af piger i den alder per tusinde drenge er 931 i 2011 mod 934 i 2001. 